# Reinhard Vom Bauer
Reinhard vom Bauer (* 1945) ist ein deutscher Schauspieler, der auch teilweise unter dem Pseudonym Thore Seeberg arbeitete.

## Leben
Reinhard vom Bauer absolvierte die Schauspielausbildung von 1965 bis 1968 auf der Fritz-Kirchhoff-Schule in Berlin-Dahlem. Er spielte in den 1970er und 1980er Jahren einige Rollen in damals sehr erfolgreichen deutschen Fernsehserien. Vom Bauer wirkte auch in einigen Kinoproduktionen mit.
1972 spielte er in zwei Folgen der Spionageserie Die rote Kapelle. 1979 folgte eine Rolle in dem Fernsehdreiteiler Ein Kapitel für sich, unter der Regie von Eberhard Fechner. 1980 spielte er in der internationalen, beim Publikum allerdings wenig erfolgreichen Kinoproduktion Die Formel.
Größere Bekanntheit erlangte er 1982 durch seine Mitwirkung in der Fernsehserie Ein Stück Himmel. Er spielte darin die Rolle des Erich Grabowski, eines deutschstämmigen Fotografen, der die jüdische polnische Familie Dawidowicz zunächst finanziell unterstützt. Später gewährt er deren Tochter Janina Unterschlupf und rettet sie dadurch, dass er sie in einer polnischen Klosterschule unterbringt.
1999 trug Vom Bauer, der auch als Theaterschauspieler tätig war, bei einer Gedenkfeier an die NS-Massaker von Babi Jar in Berlin ein Gedicht von Jewgeni Jewtuschenko vor.
Als mehrmaliger deutscher Vizemeister im Wasserspringen (3 m) nahm er an den Olympischen Sommerspielen 1972 in München teil.

## Filmografie

### Kino
- 1980: Die Formel
- 1980: Malou
- 1986: Die Liebe der Florence Vannier (L’état de grâce)
- 1986: Quatre mains
- 1996: Eines langen Augenblickes Reise in die Nacht
- 1999: ’Ne günstige Gelegenheit

### Fernsehen
- 1970: Unterwegs nach Katmandu
- 1971: Die rote Kapelle (Fernsehmehrteiler)
- 1972: Auf Befehl erschossen. Die Brüder Sass, einst Berlins große Ganoven
- 1972: Aus heiterem Himmel
- 1973: Ruderclub
- 1973: Frankfurter Stössel
- 1977: Ein Mann will nach oben
- 1977: Jauche und Levkojen
- 1977: Locarno
- 1978: Die natürlichste Sache der Welt
- 1978: Der eiserne Gustav
- 1979: Ein Kapitel für sich
- 1979: Die erste Liebe der Helene Jahn
- 1980: Die Deutsche
- 1980: Es geht seinen Gang
- 1980: Die Frau über Vierzig
- 1980–1981: Ein Stück Himmel
- 1982: Kommissariat 9
- 1982: Luftbonbons
- 1983: Der Fall Oppenheimer
- 1984: Tatort – Heißer Schnee
- 1984: Hart an der Grenze
- 1984: Heinrich von Kleist
- 1984: Versöhnung
- 1985: Bach nach acht
- 1986: Schuld und Vergebung
- 1988: Coplan
- 1990: Hafendetektive
- 1992: Das letzte U-Boot
- 1995: Dr. Stefan Frank – Der Arzt, dem die Frauen vertrauen
- 1997: OP ruft Dr. Bruckner
- 2000: Wolffs Revier
- 2001: Streit um drei